# لويس أورتيغا
لويس أورتيغا (بالإسبانية: Luis Ortega)‏ هو كاتب سيناريو ومخرج أرجنتيني، ولد في 12 يوليو 1980 في بوينس آيرس في الأرجنتين.

## وصلات خارجية
- لويس أورتيغا على موقع IMDb (الإنجليزية)
- لويس أورتيغا على موقع ألو سيني (الفرنسية)
- لويس أورتيغا على موقع أول موفي (الإنجليزية)
- لويس أورتيغا على موقع قاعدة بيانات الفيلم (الإنجليزية)
- لويس أورتيغا على موقع كينوبويسك (الروسية)